# Kawanishi K8K
Il Kawanishi K8K, indicato anche Addestratore per la Marina Tipo 0 (?) in base alle convenzioni di designazione allora vigenti, fu un aereo da addestramento primario biposto, monomotore e biplano, sviluppato dall'azienda aeronautica Kawanishi Kōkūki KK nei tardi anni trenta.

## Storia del progetto
Nel corso degli anni trenta, nell'ambito di un rinnovamento del proprio parco velivoli, le autorità della Marina Imperiale ritennero necessario richiedere la fornitura di un nuovo modello di idrovolante da addestramento primario destinato ad affiancare e progressivamente sostituire gli Yokosuka K4Y in servizio nella Dai-Nippon Teikoku Kaigun Kōkū Hombu, la sua componente aerea, nuovamente motorizzato con il radiale Gasuden Jimpu da 130 hp (96 kW). A questo scopo vennero contattate tre aziende nazionali, la Kawanishi Kōkūki e la Watanabe Tekkōsho, entrambe già coinvolte nella produzione su licenza dei precedenti Yokosuka K1Y e K2Y, e la Nippon Hikōki, invitate ad avviare lo sviluppo di un modello adatto allo scopo e a fornire tre prototipi per le valutazioni comparative.
L'ufficio tecnico della Kawanishi elaborò un progetto che riproponeva l'impostazione classica del modello che era destinato a rimpiazzare, un idro a scarponi realizzato con struttura lignea ricoperta da tela trattata, monomotore in configurazione traente, dalla velatura biplana, biposto con abitacoli separati in tandem.
Il primo prototipo venne portato in volo per la prima volta il 6 luglio 1938 quindi, dopo il primo periodo di prove in azienda, il mese seguente venne inviato alla Marina imperiale per intraprendere il ciclo di prove ufficiali. Valutato unitamente alle proposte di Nippon e Watabnabe, il modello Kawanishi, identificato con la sigla K8K, si rivelò straordinariamente simile ai due concorrenti. Malgrado le somiglianze il K8K venne comunque ritenuto superiore ai concorrenti da parte della commissione esaminatrice che decise di autorizzarne la produzione in serie.
La produzione iniziò nei primi mesi del 1940, ma dopo la consegna di soli dodici esemplari la  Marina Imperiale decise di annullare ogni altro ordine preferendo orientarsi esclusivamente sullo Yokosuka K5Y da addestramento avanzato già in servizio, il quale sarebbe rimasto in linea nei reparti di addestramento fino al termine della seconda guerra mondiale.

## Utilizzatori
Giappone
- Dai-Nippon Teikoku Kaigun Kōkū Hombu